# Erkan Can
Erkan Can (1 de noviembre de 1958 en Bursa, Turquía) actor turco, quién ha ganado el Golden Orange como mejor actor dos veces por su actuación en  On Board y Takva: A Man's Fear of God, y la Asia Pacific Screen Award como mejor actor en Takva: A Man's Fear of God.

## Biografía
Erkan Can empezó a actuar en 1974 a la edad de 16 en Bursa State Theater y tomó clases de actuación en el Instituto Vocacional Industrial. De 1982-1984 realiza el servicio militar obligatorio. En 1985 entra en el departamento de teatro del Estambul Estatal Conservatory e hizo su primera primera aparición en pantalla, junto a Kemal Sunal, en Davacı (1986) dirigió por Zeki Ökten antes de graduarse en 1990.
De 1991-92 actuó con el Teatro Municipal Bakirkoy. Sus mejores interpretaciones importantes fue en la serie televisiva Mahallenin Muhtarlari (1992) y Yalancı (1993) para TRT. Tuvo una aparición corta en Sokaktaki Adam (1995), dirigido por Biket İlhan, y en el corto Bana Old y Wiseı Çal (1998), dirigido por Çağun Irmak antes de conseguir éxito con On Board (1998), dirigido por Serdar Akar, por el cual ganó el premio por mejor actor en festivales de cine en Antalya y Ankara así como el Orhan Anzac Award.
Luego trabajó en  Vizontele (2001), dirigidos por Yılmaz Erdoğun y Ömer Faruk Sorak, y Cuentos de Estambul (2005), dirigidos por Ümit Ünal et al. Destiny (2006), dirigido por Zeki Demirkubuz, y El Borde de Heaven (2006), dirigido por Fatih Akın, luego Takva: A Man's Fear of God (2007), dirigido por Özer Kızıltan, por el cual ganó el premio por mejor actor en festivales de cine en Antalya y Núremberg así como la Asia Pacific Screen Award.

## Filmografía

### Televisión
| Año       | Título          | Personaje     | Nota(s)          |
| --------- | --------------- | ------------- | ---------------- |
| 2009-2010 | Kapalıçarşı     | Ziya Köksal   |                  |
| 2012      | Son             | Ali Okutan    | Elenco principal |
| 2013      | A.Ş.K.          | Rıza Gürsoy   | Actor invitado   |
| 2014-2015 | Kara Para Aşk   | Tayyar Dündar | Antagonista      |
| 2015-2016 | Acı Aşk         | Reşat         | Elenco principal |
| 2017      | Bir Deli Sevda  | Hulusi        | Elenco principal |
| 2018      | Dudullu Postası | Vasıf         | Elenco principal |
| 2018-2019 | Çarpışma        | Haydar        | Elenco principal |